# Idaea pseudolutearia
Idaea pseudolutearia är en fjärilsart som beskrevs av Ludwig Osthelder 1929. Idaea pseudolutearia ingår i släktet Idaea och familjen mätare. Inga underarter finns listade i Catalogue of Life.